# Lymnas nigrapex
Lymnas nigrapex är en fjärilsart som beskrevs av Adalbert Seitz 1917. Lymnas nigrapex ingår i släktet Lymnas och familjen Riodinidae. Inga underarter finns listade i Catalogue of Life.